# Вы меня слышите?
«Вы меня слышите?» (англ. Can You Hear Me?) — седьмая серия двенадцатого сезона британского научно-фантастического телесериала «Доктор Кто». Премьера состоялась на канале BBC One 9 февраля 2020 года. Сценарий написали Шарлин Джеймс и Крис Чибнелл, режиссёром выступила Эмма Салливан.
Главные роли исполнили Джоди Уиттакер (Тринадцатый Доктор), Брэдли Уолш (Грэм О’Брайен), Тосин Коул (Райан Синклер) и Мандип Гилл (Ясмин Хан).

## Сюжет
Доктор высаживает своих спутников Яс, Райана и Грэма в Шеффилде, чтобы они могли провести время со своими родными, тогда как сама она откликается на сигнал бедствия из Сирии, Алеппо, 1380 года. Там же она встречается с девушкой по имени Тахира — последней оставшейся в живых пациентки психиатрической больницы, утверждающей, что всех остальных убили монстры из её кошмаров. Доктор спасает её, и тут же с ней связываются её трое спутников, подвергнувшихся нападению странного существа в 2020 году…
У Грэма и Ясмин случаются видения. Грэм видит пойманную неизвестную ему женщину, просящую его о помощи. Ясмин видит кошмар о мужчине в чёрной одежде. Райан видит того же пожилого человека, что и Яс, но только наяву: он отсоединяет пальцы от своих рук, и те подлетают к его спящему другу, Тибо, а один из пальцев встаёт в ухо Тибо и как бы начинает что-то выкачивать из него; Райан кричит на незнакомца, и тот пропадает, как и его пальцы.
Доктор использует технологическое управление ТАРДИС, чтобы отследить видение Грэма: благодаря этому команда прибывает на неизвестный пустой космический корабль. Доктор узнаёт, что корабль находится между двумя планетами, готовыми столкнуться, но никогда не сталкивающимися из-за того, что их удерживает силовое поле корабля, висящего между ними. Также она узнаёт, что на самом корабле есть небольшая тюремная конструкция, защищённая квантовым флуктуационным замком. На корабле же находятся пальцы того самого неизвестного человека, висящие рядом с устройством; эти пальцы посылают некие сигналы с Земли прямо внутрь закрытой тюрьмы на корабле, и Доктор желает понять, для чего это нужно. Пока она разбирается с замком тюремной камеры, её спутники исследуют корабль и оказываются схвачены существом по имени Зелин — тем самым человеком из их кошмаров. Доктор отпирает тюрьму, и из неё выходит женщина, представляющаяся как Ракайя; появляется Зелин и благодарит Доктора за освобождение его союзницы, объясняя, что они оба являются бессмертными богами, питающимися ночными кошмарами людей. Когда-то Зелин и Ракайя развязали войну между двумя планетами, чтобы веселиться, смотря на страдания людей этих планет; люди поняли, кто является причиной этой войны, и объединились, чтобы схватить своих богов; они заперли Ракайю в темницу на космическом корабле, а Зелин ушёл, пообещав вернуться и освободить свою подругу. Чтобы она не сошла с ума во время заточения, Зелин устраивал ночные кошмары землянам и воровал их страхи, подпитывая ими Ракайю.
Зелин и Ракайя отправляются на Землю, чтобы неограниченно питаться страхами людей из их ночных кошмаров. Доктор освобождает своих спутников и Тахиру и обнаруживает, что может управлять пальцами Зелина, имеющимися в корабле, и через них контролировать чагасаков — монстров из кошмара Тахиры. Доктор заманивает богов в ловушку, где их ждут чагасаки; Тамира велит им напасть на богов; через чагасаков боги (и сами чагасаки тоже) оказываются заточены в тюрьме и больше не могут вредить людям.
Тахира возвращается в своё время, а Доктор и спутники — в Шеффилд 2020-го. Там компания улаживает свои отношения с родными людьми: Райан обещается поддерживать отношения с другом Тибо; Яс благодарит полицейского, отговорившего её три года назад от суицида; Грэм делится своими опасениями с Доктором насчёт возможности повторного возникновения у него рака — тут Доктор признаётся, что и сама не знает, как его подбодрить. Райан обсуждает с Яс, насколько изменились (или не изменились) они, путешествуя с Доктором… А Доктор зовёт их всех вместе, чтобы отправиться в новое путешествие, к Мэри Шелли.

## Производство
Эпизод написали Шарлин Джеймс и Крис Чибнелл.
Режиссёром выступила Эмма Салливан.
К своей роли вернулась Шарон Д. Кларк, прежде уже исполнившая роль покойной жены Грэма, Грэйс, в одиннадцатом сезоне сериала. Также роль бога Зелина сыграл Иэн Гелдер, уже озвучивший Останки в эпизоде прошлого сезона «Призрачный памятник» (2018): несмотря на то, что Гелдер уже озвучил для сериала других персонажей, ведущий сценарист Крис Чибнелл обещал в 2018-м Гелдеру, что тот всё равно сможет появиться в сериале в новой роли.

## Показ

### Выпуск
Серия вышла 9 февраля 2020 года
.

### Рейтинги
В вечер премьеры «Вы меня слышите?» просмотрели 3,81 миллионов зрителей, что сделало её седьмой самой просматриваемой программой того вечера в Соединённом Королевстве. Индекс оценки аудитории для этого эпизода составил 78. По всем британским каналам серия получила 4,90 миллионов просмотров.

### Критика
Эпизод имеет рейтинг одобрения 67 % на Rotten Tomatoes.